# 褒氏貧鱠
褒氏貧鱠（學名：Saloptia powelli），俗名「山鱸」、「鮑氏澤鮨」，為輻鰭魚綱鱸形目鱸亞目鮨科的其中一個種。

## 分布
本魚分布於太平洋區，包括日本、臺灣、南海、社會群島、馬里安那群島、索羅門群島、斐濟群島、庫克群島等海域。

## 深度
水深140至367（459至1,204英尺）。

## 特徵
本魚體長橢圓形，側扁而粗壯，頭背部斜直；眶間區平坦。眼中大，約等於吻長。口大；下頷具有犬齒，兩側齒細尖，下頜約2列。前鰓蓋骨下緣有3枚前向棘，後緣微具鋸齒。鰓蓋骨後緣具3扁棘。體被細小櫛鱗；側線鱗孔數70至78枚；縱列鱗數115至133枚。體上具兩塊黃斑。背鰭具硬棘8枚，軟條11枚；臀鰭硬棘3枚，軟條8枚，棘強壯，不可動性；腹鰭腹位，末端延伸不及肛門開口；胸鰭圓形，中央之鰭條長於上下方之鰭條，且長於腹鰭，但短於後眼眶長；尾鰭內凹形或截形。背鰭及尾鰭為黃色，背鰭與臀鰭軟條末稍色較暗。體長可達35公分。

## 生態
活動在崎嶇不平的珊瑚礁區中，偶會離開洞穴而到處覓食，游泳能力佳，能迅速地追食獵物。以其他魚類及甲殼類為食。

## 經濟利用
食用魚，肉質富彈性，宜做生魚片，亦可清蒸、紅燒及薑絲湯等，皆為不錯的料理方式。

## 扩展阅读
- 維基物種上的相關：褒氏貧鱠
- 维基共享资源上的相關多媒體資源：褒氏貧鱠